# Distretto di Kuancheng
Il distretto di Kuancheng (宽城区S, Kuānchéng QūP) è un distretto della Cina, situato nella provincia di Jilin e amministrato dalla prefettura di Changchun.